# 阮小清
阮小清（英語：Yvonne Yuen Siu Ching，1965年—），香港無綫電視新聞及資訊部總編輯主任兼高級監製，其中無綫電視節目《星期二檔案》旁述最為香港電視觀眾熟悉。

## 簡歷
阮小清於80年代末開始從事新聞工作，並先後畢業於香港中文大學及澳洲伍倫貢大學，曾任前線記者及任職香港電台新聞部。
阮小清現職無綫電視節目 《星期二檔案》高級監製，該節目就香港社會事件、人物個案、公眾關注事情進行深入探討和報導，1993-2018年4月期間曾為《星期二檔案》 旁述。

## 公職
2006-2008年度及2010年度華英中學家長教師會主席
2007-2009年度華英中學家長校董

## 節目（部份）
- 六十年忘不了
- 辛亥百年
- 新聞透視（90年代）
- 星期二檔案（1993-2018年4月旁述）
- 「終戰」五十年
- 無窮之路

## 獎項
於1995年， 阮憑「終戰」五十年新聞特輯奪得美國皮博迪獎，另屢獲新聞節目獎項。

## 外部連結
- 終戰五十年 （页面存档备份，存于）
- 50 Years After the War - View Winner | George Foster Peabody Awards.htm[]